# Sahn Nuhasi
Sahn Nuhasi, arabisch صحن نحاسي, DMG ṣaḥn nuḥāsī, auch ṣaḥn mīmiye; ist ein altes, nur noch selten gespieltes Aufschlag-Idiophon in der jemenitischen Musik. Der aus einem flachen Metallteller mit aufgebogenem Rand bestehende Gong dient Sängern und Sängerinnen zur Liedbegleitung.

## Form und Spielweise
Das Musikinstrument besteht aus einer Kupferplatte mit einem Durchmesser von etwa 40 Zentimetern, deren Rand 4–5 Zentimeter hochgebogen und mit einer knappen, rechtwinklig nach außen gebördelten Kante versehen ist. Die Fläche kann mit einer Vielzahl von ringförmig angeordneten, gepunzten Mustern verziert sein. Der Spieler hält das Musikinstrument in der Regel waagrecht zwischen beiden Daumen und schlägt mit den Fingerspitzen von unten gegen die Platte. Dadurch sind unterschiedliche Lautstärken und Klangvariationen möglich. Anschläge mit den Fingernägeln produzieren einen hellen glockenartigen Klang, mit den Fingerkuppen lässt sich gleichzeitig und im Wechsel ein dunkler gedämpfter Ton erzeugen. Jemenitische Frauen spielen den sahn zur Liedbegleitung bei Hochzeiten auch in senkrechter Position, wobei sie mit einem Löffel dagegenschlagen. Der Ton wird dadurch verstärkt, das Klangergebnis ist jedoch wenig differenziert.
Der sahn stellt als Begleitinstrument der Singstimme eine besondere Herausforderung für die Musiker dar, da es praktisch unmöglich ist, eine Verbindung zur Melodielinie herzustellen, wie es in der jemenitischen Liedtradition Aufgabe der viersaitigen Laute qanbus ist. Beide Instrumente begleiten gelegentlich zusammen den Gesang; Soli des sahn sind dabei eher kurz. Den spieltechnischen Beschränkungen des sahn begegnet der Sänger mit zwischen die Liedtexte geschalteten onomatopoetischen Abschnitten, bei denen er durch virtuos wiederholte kurze Silben, die keine Bedeutung haben, ein rhythmisches Zusammenspiel mit dem sahn erreicht. Während die mit dem sahn erzeugten rhythmischen Muster sich nur gering verändern, wandelt der Sänger die Melodie, in der er die einzelnen Strophen vorträgt, ständig ab, führt im Lied neue Melodien ein und ornamentiert sie zwischen den gesungenen Versen durch eine Reihe von bedeutungslosen Silben.
Ein guter Sänger verfolgt das Ziel, die Verse in eine reine musikalische Form zu übertragen. Der schwierige Versuch einer Annäherung zwischen den rhythmischen Klängen des sahn und dem Gesang führt zu einem Dialog, bei dem das Instrument zur menschlichen Stimme wird und ausdrückt, was durch Sprache nicht möglich ist. Wird die Musik nach der islamischen Doktrin (in den Hadithen) als geringwertig betrachtet neben der hoch angesehenen Sprache, so empfindet der Musiker häufig umgekehrt die Musik als ein unmittelbareres Ausdrucksmittel.

## Musikalische Tradition
Die Tradition der im jemenitischen Umgangsarabisch gesungenen Poesie (homaynī) lässt sich bis in das 14. Jahrhundert zurückverfolgen. Der traditionelle Musiker heißt mughannī, wörtlich „Sänger“. Innerhalb der Homaynī-Tradition haben sich mehrere musikalische Regionalstile entwickelt, in denen der sahn als Begleitinstrument eingesetzt wird. Am bedeutendsten ist die um 1900 entstandene Liedgattung al-ghināʾ as-Ṣanʿānī, in der Sufi-Musiker sich meist auf dem qanbus oder, falls die Laute gerade nicht greifbar war, auf dem sahn wie auch auf einer selbstpräparierten Blechdose (m. tanak, Pl. atnāk) begleiteten. Diese Alternativen wurden wohl in Sanaa nach der Machtergreifung von Ahmad ibn Yahya 1948 öfters benötigt; der reaktionäre Imam hatte in seiner Hauptstadt jede Musikausübung verbieten lassen und die Musiker nach Aden vertrieben. Die Verbleibenden mussten sich unauffällig in Privatwohnungen treffen. Ihre Musikinstrumente mussten sie auf der Straße unter der Kleidung versteckt transportieren. Die Liedbegleitung wird heute fast ausschließlich von der im ganzen arabischen Raum verbreiteten Knickhalslaute Oud übernommen, als Rhythmusinstrumente werden verschiedene Rahmentrommeln bevorzugt. Die al-ghināʾ as-Ṣanʿānī wurden 2008 von der UNESCO in die Repräsentative Liste des immateriellen Kulturerbes der Menschheit aufgenommen.
Die meisten Melodien der Ṣanʿānī-Musikgattung stehen im arabischen Maqam Rast oder im türkischen Maqam Uşşak (ʿushshāq). Die typischen Rhythmen sind asymmetrisch elf und sieben-taktig, beide heißen dasʿa („Schritt“).
In der von Musikstilen der afrikanischen Küste beeinflussten Tihama ist der sahn neben verschiedenen Rhythmusinstrumenten wie Zylindertrommeln (ṭabl), Bechertrommeln (mirfaʿ), der Stieltrommel ṣaḥfa und der Tontrommel zīr bekannt. In Aden gibt es außer dem aus Sanaa importierten sahn den vergleichbaren Metallteller ṭāsah, der mit Stöckchen geschlagen wird, und eine saǧāt genannte Zimbel.
Anlässe, die alten Ṣanʿānī-Lieder aufzuführen, sind Hochzeiten, gesellige abendliche Treffen (samra) und die nachmittäglichen Männerversammlungen (mayyal), deren Hauptzweck das Qat-Kauen ist. Die Tradition des Solo-Sängers, der sich auf dem qanbus oder dem sahn begleitet, wird nur noch von wenigen älteren Männern aufrechterhalten.
Eine seltene Parallele stellt das im zentralen und südlichen Irak normalerweise zum Essen-Servieren verwendete Metalltablett ṣinīya dar, das gelegentlich zur rhythmischen Begleitung der metrisch ungebundenen abūḏīya-Liedform dient.
In der nordindischen Volksmusik wird in manchen Regionen ein ebensolcher runder Metallteller (thali) zur Gesangs- und Tanzbegleitung mit zwei Stöckchen geschlagen.

## Dulang

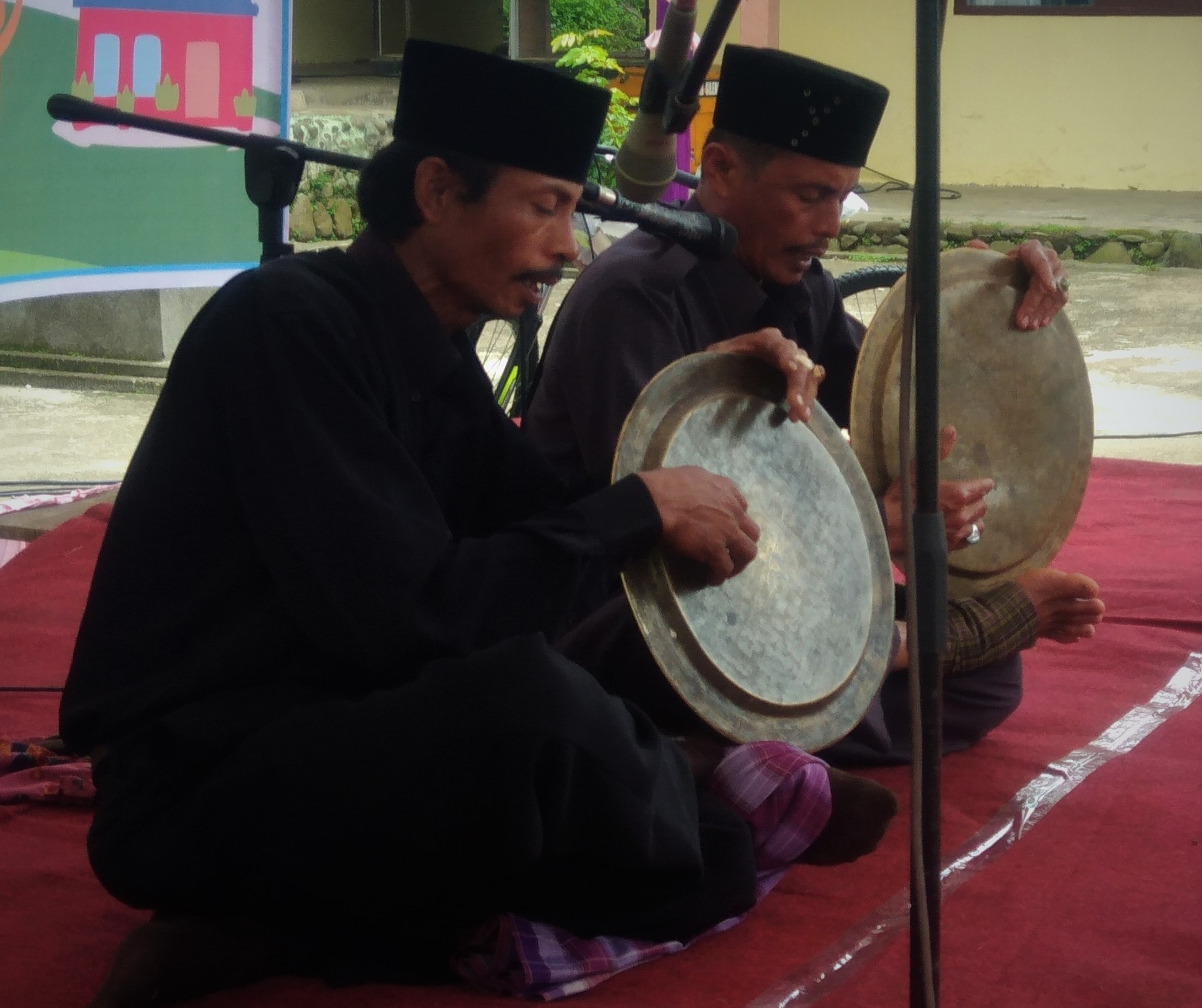
Salawat dulang

Spätestens im 15. Jahrhundert gelangte der qanbus mit jemenitischen Händlern aus dem Hadramaut bis zu einigen Inseln Malaysias und Indonesiens, wo er sich als gambus genanntes Begleitinstrument von islamischen Liedern verbreitete. In einem religiösen Gesangsstil der Minangkabau im Westen Sumatras wird der Bronzeteller dulang als Perkussionsinstrument von zwei knienden (duek) Sängern in einem Sitztanz (englisch allgemein sitting song-dance) namens salawek dulang (auch salawat dulang, salawaik dulang oder salawat talam) verwendet. Salawek ist vom arabischen Plural ṣalawāt von salāt („Segen, Gebet“) abgeleitet, dulang heißt in der malaiischen Sprache „Präsentierteller, Tablett“. Gemäß der lokalen Tradition brachten muslimische Missionare Ende des 16. Jahrhunderts die Laute und den flachen Gong mit, als sie den Islam unter den Minangkabau verbreiteten. Salawek dulang ist in den Dörfern der Minangkabau sehr beliebt und wird bei Hochzeiten, Beschneidungen, dem hundertsten Tag nach dem Tod eines Angehörigen sowie bei sonstigen religiösen und nationalen Feiertagen aufgeführt, oft in Form von Wettbewerben. Die nächtlichen Aufführungen dauern bis zur Morgendämmerung und sind in 30 bis 45 Minuten dauernde Abschnitte (tanggak) unterteilt. Jede Gruppe singt im Verlauf der Nacht zwischen vier und sieben tanggak. Die einstudierten Texte entsprechen denjenigen islamischer Gebete (Predigt, Chutba, oder Missionierung, Dakwah). Gegen Ende eines tanggak verlassen die Sänger die starre Form und beantworten Fragen des Publikums oder der anderen Gruppe, mit der sie im Wettbewerb stehen.
Die Bronzeplatte hat einen Durchmesser von etwa 60 Zentimetern. Sie ist außen etwa 5 Zentimeter aufgebogen und mit einem 6 bis 7 Zentimeter breiten, gezackten, waagrecht abstehenden Rand versehen. Die beiden männlichen Musiker halten den dulang senkrecht auf dem Boden stehend mit dem Handballen der linken Hand und schlagen ihn mit den Fingern beider Hände. Der Klang ist dumpf, kaum blechern und leicht mit einer Trommel zu verwechseln. In der Buckelgong-Kultur Südostasiens konnte sich ansonsten der flache Gong, wie er aus China bekannt ist, nicht behaupten.

## Diskografie
- Mohammed Ismā'īl al-Khamīsī, Gesang und sahn nuhasi: Song and Percussion. Yemen. Ocora Radio France, 560176, März 2006
- Hasan al-Ajami, Gesang und qanbus; Mohammed al-Khamisi, sahn nuhasi: The Singing of Sana’a. Yemen. Ocora Radio France, 9488171422, März 2008
- Hasan al-Ajami, Gesang und qanbus; Ahmed Ushaysh, sahn nuhasi (track 4 + 5): Le chant de Sanaa. Institute du Monde Arabe, 321029, März 1998